# ایستگاه شیباماتا
ایستگاه شیباماتا (انگلیسی: Shibamata Station) یک ایستگاه راه‌آهن در خط کیسی کاناماچی در کاتسوشیکا-کو، توکیو، ژاپن است که توسط اپراتور خصوصی راه‌آهن شرکت راه‌آهن کیسی اداره می‌شود.